# The Androids of Tara
A The Androids of Tara a Doctor Who sorozat 101. része, amit 1978. november 25. és december 16. között vetítettek négy epizódban. A történet első epizódját a sorozat 15. évfordulója után két nappal mutatták be.

## Történet
A Tardis a látszólag idilli Tara bolygón landol - ismét egy középkori társadalomban élő bolygó. Vagy mégse? Hamarosan egy politikai csatározás közepébe csöppennek. Egy jogtalan trónkövetelő főúr, egy bujkáló trónvárományos koronaherceg, egy android a trónszéken, egy titkos labirintus a palota alatt, stb. Ráadásul Romanáról kiderül, hogy van egy hasonmása, aki a koronaherceg nővére, s ez több bonyodalom forrása.

## Produkció
Romana lila ruháját maga a színésznő, Mary Tamm tervezte, mert amit eredetileg viselnie kellett volna, nem volt rá jó méretű. Akartak a színésznővel, aki képzett lovas volt, egy lovagolós jelenetet csinálni, de Tamm nem volt hajlandó megcsinálni, mert nem találtak neki bukósisakot, és anélkül úgy érezte, hogy túlságosan veszélyes.
A főcímben a rész sorszáma megelőzi az író nevének bemutatását, szemben a többi epizóddal.
(További) megjegyzések a szereplőkre vonatkozóan:
- Mary Tamm négy szerepet kapott a részben: Romana, Strella hercegnő, és android másaik.
- Peter Jeffrey korábban szerepelt a sorozat The Macra Terror című részében, ahol egy pilótát játszott.
- Declan Mulholland korábban szerepelt a sorozat The Sea Devils című részében, ahol Clark-ot játszotta.
- Ez volt Cyril Shaps negyedik és egyben utolsó megjelenése a sorozatban. Ő korábban megjelent a The Tomb of the Cybermen, a The Ambassadors of Death és a Planet of the Spiders című részekben. Ez volt az egyetlen alkalom, hogy nem halt meg a szerepe.
- Simon Lack korábban megjelent a sorozatban mint Kettering professzor a The Mind of Evil című részben.

## Epizódok listája
| Epizód sorszáma | Bemutató napja     | Hossza | Nézők száma (millió) |
| --------------- | ------------------ | ------ | -------------------- |
| 1.              | 1978. november 25. | 24:53  | 8,5                  |
| 2.              | 1978. december 2.  | 24:27  | 10,1                 |
| 3.              | 1978. december 9.  | 23:52  | 8,9                  |
| 4.              | 1978. december 16. | 24:49  | 9                    |

## Utalások
A történet ötlete a The Prisoner of Zenda című könyvből lett adva.
Így a sorozat munkacímei a következők voltak:
- Androids Of Zenda (Zenda androidjai)
- The Androids Of Zend (Zend androidjai)
- The Prisoners Of Zend (Zendi fogoly)

## Könyvkiadás
A könyvváltozatát 1980. április 24-én adta ki a Target könyvkiadó. Írta Terrance Dicks.

## Otthoni kiadás
- VHS-n 1995 májusában adták ki.
- DVD-n 2007 szeptemberében adták ki.

### Fordítás
- Ez a szócikk részben vagy egészben  a   The_Androids_of_Tara című angol Wikipédia-szócikk fordításán alapul.  Az eredeti cikk szerkesztőit annak laptörténete sorolja fel. Ez a jelzés csupán a megfogalmazás eredetét és a szerzői jogokat jelzi, nem szolgál a cikkben szereplő információk forrásmegjelöléseként.